# Eclipse Modellezési Keretrendszer
Az Eclipse Modellezési Keretrendszer (EMF) egy Eclipse-alapú modellezési  és kódgeneráló keretrendszer, amely lehetővé teszi az eszközök és más alkalmazások létrehozását strukturált adatmodellek alapján.
Az XML Metadata Interchange (XMI) szabvány szerint leírt modellspecifikációból alapján az EMF eszközöket és futásidejű támogatást biztosít ahhoz, hogy létrehozható legyen a modellhez tartozó Java osztályok halmaza, a modell megjelenítését és parancsalapú szerkesztését lehetővé tevő adapterosztályok, valamint egy alapvető szerkesztő. A modellek meghatározhatók annotált Java kóddal, UML-lel, XML dokumentumokkal vagy modellezőeszközök segítségével, majd importálhatók az EMF-be. Mindezek közül a legfontosabb, hogy az EMF alapot biztosít az együttműködéshez más EMF-alapú eszközökkel és alkalmazásokkal.

## Ecore
Az Ecore az EMF központi (meta)modellje, amely az egész keretrendszer alapját képezi. Lehetővé teszi más modellek megfogalmazását a saját szerkezeti elemeinek felhasználásával. Az Ecore egyben saját maga metamodellje is – vagyis önmagát írja le.
Ed Merks, az EMF projekt vezetője szerint „az Ecore az OMG EMOF-jának (Essential Meta-Object Facility) de facto referenciaimplementációja”. Merks azt is megjegyzi, hogy az EMOF-ot az OMG valójában az átfogóbb „C'MOF” leegyszerűsített változataként határozta meg, az Ecore eredeti implementációjának sikeres egyszerűsítéséből származó tapasztalatokra építve.
Az Ecore alapvető metamodellként való használata lehetővé teszi a modellezők számára, hogy kihasználják az EMF teljes ökoszisztémáját és eszköztárát – feltéve, hogy az alkalmazásszintű modellek viszonylag könnyen visszavezethetők az Ecore-ra. Ez azonban nem jelenti azt, hogy a legjobb gyakorlat az Ecore közvetlen használata metamodellként; inkább érdemes megfontolni, hogy az Ecore-ra építve saját metamodellt definiáljanak.

## Fordítás
Ez a szócikk részben vagy egészben  az   Eclipse Modeling Framework című angol Wikipédia-szócikk ezen változatának fordításán alapul.  Az eredeti cikk szerkesztőit annak laptörténete sorolja fel. Ez a jelzés csupán a megfogalmazás eredetét és a szerzői jogokat jelzi, nem szolgál a cikkben szereplő információk forrásmegjelöléseként.